# Thurstan
Thurstan di Bayeaux (Normandia, 1070 circa – Pontefract, 6 febbraio 1140) fu arcivescovo di York dal 1114 a poco prima della morte.
Thurstan era il figlio di un canonico della Cattedrale di San Paolo, a Londra, di nome Anger o Aunger, che deteneva anche la prebenda di Cantlers. Thurstan non era figlio unico, uno dei suoi fratelli, Audoen, divenne più tardi vescovo di Évreux. Il nome della madre di Thurstan era Popelina.
Servì sotto i regni di Guglielmo II d'Inghilterra e di Enrico I d'Inghilterra prima di essere eletto Arcivescovo. Una volta eletto la sua Consacrazione fu ritardata di cinque anni, tempo nel quale egli combatté contro il tentativo dell'arcivescovo di Canterbury di asserire il proprio primato sopra quello di York. Alla fine egli fu consacrato da Papa Callisto III e gli fu permesso di tornare in Inghilterra. Quando Enrico I morì Thurstan appoggiò suo nipote Stefano quale nuovo re, da un punto di vista militare egli difese il nord del paese dalle invasioni scozzesi prendendo parte alla Battaglia dello Stendardo del 1138. Poco tempo prima di morire egli rassegnò le proprie dimissione dall'arcivescovado e si ritirò in un monastero cluniacense dove morì.

## Biografia

### Il figlio del prete
Egli nacque nel Bessins attorno al 1070. Prima del 1104 a suo padre fu data la prebenda di Cantlers per volere di Maurice (vescovo di Londra) ed egli si trasferirono in Inghilterra.
All'inizio della propria carriera Thurstan detenne la prebenda di Consumpta nella Diocesi di Londra e servì sia Guglielmo II d'Inghilterra che Enrico I d'Inghilterra nelle vesti di chierico reale. A un certo punto della sua giovinezza egli si recò presso l'Abbazia di Cluny dove egli fece voto di divenire un cluniacense prima della morte.
Sotto il regno di Enrico I egli ricoprì anche il ruolo di Elemosiniere e fu per volere del re che egli ottenne la carica di Arcivescovo di York nell'agosto 1114. Thurstan venne ordinato diacono nel mese di dicembre e prete il 6 giugno 1115 in una cerimonia officiata da Rainulfo Flambard che era Vescovo di Durham.

### La tortuosa investitura
A quel punto l'arcivescovo di Canterbury di allora, Ralph d'Escures, rifiutò di ordinarlo se Thurstan prima non avesse professato obbedienza al suo arcivescovo e questo fu solo uno degli atti della lunga disputa fra Canterbury e York, che era iniziata nel 1070. Thurstan rifiutò di fare tale professione di obbedienza e chiese al re il permesso di andare a Roma e consultarsi con papa Pasquale II. Enrico gli rifiutò il permesso, ma anche senza un appello personale di Thurstan il pontefice si pronunciò contro Canterbury. Nel 1116 fu il re ad ordinargli di sottomettersi all'altro arcivescovado e Thurstan, per tutta risposta decise di rinunciare pubblicamente alla carica. Mentre Thurstan si recava al Concilio di Salisbury fu raggiunto da una lettera del papa che gli ricordava il suo appoggio e gli comandava di farsi consacrare anche senza la professione d'obbedienza. Un'altra lettera di Pasquale raggiunse Ralph e in essa gli s'intimava di consacrare Thurstan quale arcivescovo. Non appena lo scambio di lettere venne reso noto, le dimissioni di Thurstan vennero ignorate ed egli continuò ad essere considerato come un arcivescovo eletto.
Nei tre anni seguenti papa Gelasio II e papa Callisto II continuarono a sostenere la causa di Thurstan e fu proprio quest'ultimo a consacrarlo definitivamente il 19 ottobre 1119 a Reims. Callisto per altro aveva promesso a Enrico che non avrebbe consacrato Thurstan senza il suo permesso, permesso che al momento della sua consacrazione il re non aveva ancora garantito. Per questo motivo il sovrano s'infuriò ed impedì a Thurstan di entrare in Inghilterra, così che egli dovette rimanere sul continente. Mentre i due viaggiavano Thurstan si recò a visitare Adele d'Inghilterra, sorella di Enrico, che si considerava figlia spirituale del prelato. Intanto il papa continuava a muoversi in favore di Thurstan, emanando due bolle: con la prima liberava per sempre l'arcidiocesi di York dalle pretese dell'arcidiocesi di Canterbury e con la seconda chiedeva al re il permesso di far giungere Thurstan a York. Per aggiungere sostanza alle proprie parole, Callisto minacciò il re di un interdetto sull'Inghilterra se la richiesta della sua bolla non fosse stata soddisfatta. Con il tempo gli sforzi combinati di Adele e degli amici di Thurstan ottennero che lui e il re si riconciliassero con un incontro in Normandia. Nella Pasqua del 1120 egli scortò Adele al monastero di Marcigny, dove ella si ritirò per sempre dagli affari mondani e nei primi mesi del 1121 Thurstan fu finalmente richiamato in patria.

### L'arcivescovado
Una delle principali carenze della diocesi di York era la mancanza di vescovi suffraganei e per questo Thurstan fece in modo di ripristinare la diocesi di Galloway attorno al 1125, per questo motivo egli stipulò un accordo con Fergus di Galloway (signore di un territorio che oggi appartiene alla Scozia). In questo modo egli ebbe due vescovi suffraganei, mentre Fergus ottenne un vescovo nella propria signoria, soluzione questa che lo liberava dalle ingerenze dei prelati scozzesi, che prima erano chiamati a sbrogliare le controversie che sorgevano in materie ecclesiastiche. Il vescovo scelto fu il locale Gille Aldan (morto nel 1154). Questa scelta provocò le ire di Wimund, vescovo delle Isole (o di Sodor), che prima di tale decisione deteneva l'autorità vescovile su Galloway. Un altro motivo per cui Thurstan desiderava dei suffraganei, era legato all'antica discordia con l'arcidiocesi di Canterbury, poiché il numero di vescovi sottoposti all'arcivescovo era un buon metro per valutare il prestigio dell'Arcivescovado. Nel 1133 Thurstan ricevette il permesso papale di fondare una nuova diocesi ed Æthelwold (morto 1156 o 1157) fu il primo vescovo di Carlisle.
Quando divenne Arcivescovo di Canterbury William de Corbeil, Thurstan si rifiutò ancora una volta di riconoscere il suo primato e non contribuì affatto alla sua consacrazione avvenuta nel 1123. I due continuarono a disputare a lungo e portarono le proprie motivazioni per ben due volte di fronte al papa andando a Roma di persona. Nel 1126 Papa Onorio II si pronunciò a favore di Thurstan basando la propria convinzione sul fatto che i documenti presentati da William erano stati falsificati.
Quando Enrico morì, nel 1135, Thurstan appoggiò suo nipote Stefano, che si era precipitato in Inghilterra per evitare che la corona andasse alla cugina Matilde, che era l'unica erede legittima di Enrico e che era stata designata da lui a succedeegli.
Per Stefano, Thurstan negoziò una tregua fra inglesi e scozzesi, che venne siglata a Roxburgh nel 1138, e fu sempre lui che radunò le truppe che poi combatterono nella Battaglia dello Stendardo del 22 agosto dello stesso anno. Thurstan non combatté in prima persona, ma ideò lo stendardo che diede il nome alla battaglia, mettendo l'albero di una nave su un carro ed appendendovi le insegne di San Pietro di York, San Giovanni di Beverley e di San Vilfrido di York. Il tentativo d'invasione degli scozzesi era dovuto al fatto che essi cercavano di aiutare Matilde a conquistare il trono, ma lo scontro si concluse a favore degli inglesi.
Il 21 gennaio 1140 Thurstan si dimise dalla carica di arcivescovo e fedele al voto contratto in gioventù entrò nel monastero cluniacense di Pontefract, dove morì il 6 febbraio e dove fu sepolto poco dopo.

## Genealogia episcopale e successione apostolica
La genealogia episcopale è:
- Papa Callisto II
- Arcivescovo Thurstan

La successione apostolica è:
- Vescovo Roberto di Scone, O.E.S.A. (1127)
- Vescovo Gille Aldan (1133)
- Vescovo Athelwold di Carlisle (1133)
- Vescovo Geoffrey Rufus (1133)